# Тэмми Энн
Тэмми Энн (англ. Tammi Ann), урождённая Тэмми Энн Фэллон (англ. Tammi Ann Fallon, род. 4 октября 1971, Сан-Бернардино, Калифорния) — американская порноактриса, лауреатка премий AVN Awards и XRCO Award.

## Биография
Родилась 4 октября 1971 года в Сан-Бернардино. Дебютировала в порноиндустрии в 1993 году, в возрасте около 22 лет. Снималась для таких студий, как Al Borda Video, Bob’s Video, Horne Boi Video, Legend Video, Private Media Group, Vivid Entertainment и других. Известна сценами на тему Лолиты и небольшим размером груди. Также снималась в сценах с лесбийским, групповым, анальным сексом, двойным проникновением.
Долгое время встречалась с продюсером Эл Бордой (Al Borda). В 1995 году получила XRCO Award в категории «невоспетая сирена года» и AVN Awards в категории «самая скандальная сцена секса» за роль в Depraved Fantasies вместе с Деби Даймонд и Бионкой. Ушла из индустрии в 2003 году, снявшись в 227 фильмах. Также сняла три картины в качестве режиссёра в период с 1996 по 1998 год.

## Награды
- 1995 XRCO Award — невоспетая сирена года[4]
- 1995 AVN Awards — Самая скандальная сексуальная сцена — за Depraved Fantasies[5]